# Yamaha XTZ 660
La Yamaha XTZ 660 (o chiamata anche 
Yamaha XTZ 660 Ténéré) è una motocicletta prodotta dalla casa motociclistica giapponese Yamaha Motor dal 1991 al 1999.
La moto riprendeva il nome dalla famiglia Yamaha XT dotata di propulsori monocilindrici e dalla famosa località cui faceva tappa nel deserto del Ténéré nel Niger nord-orientale l'ex Rally Parigi Dakar.

## Profilo e contesto

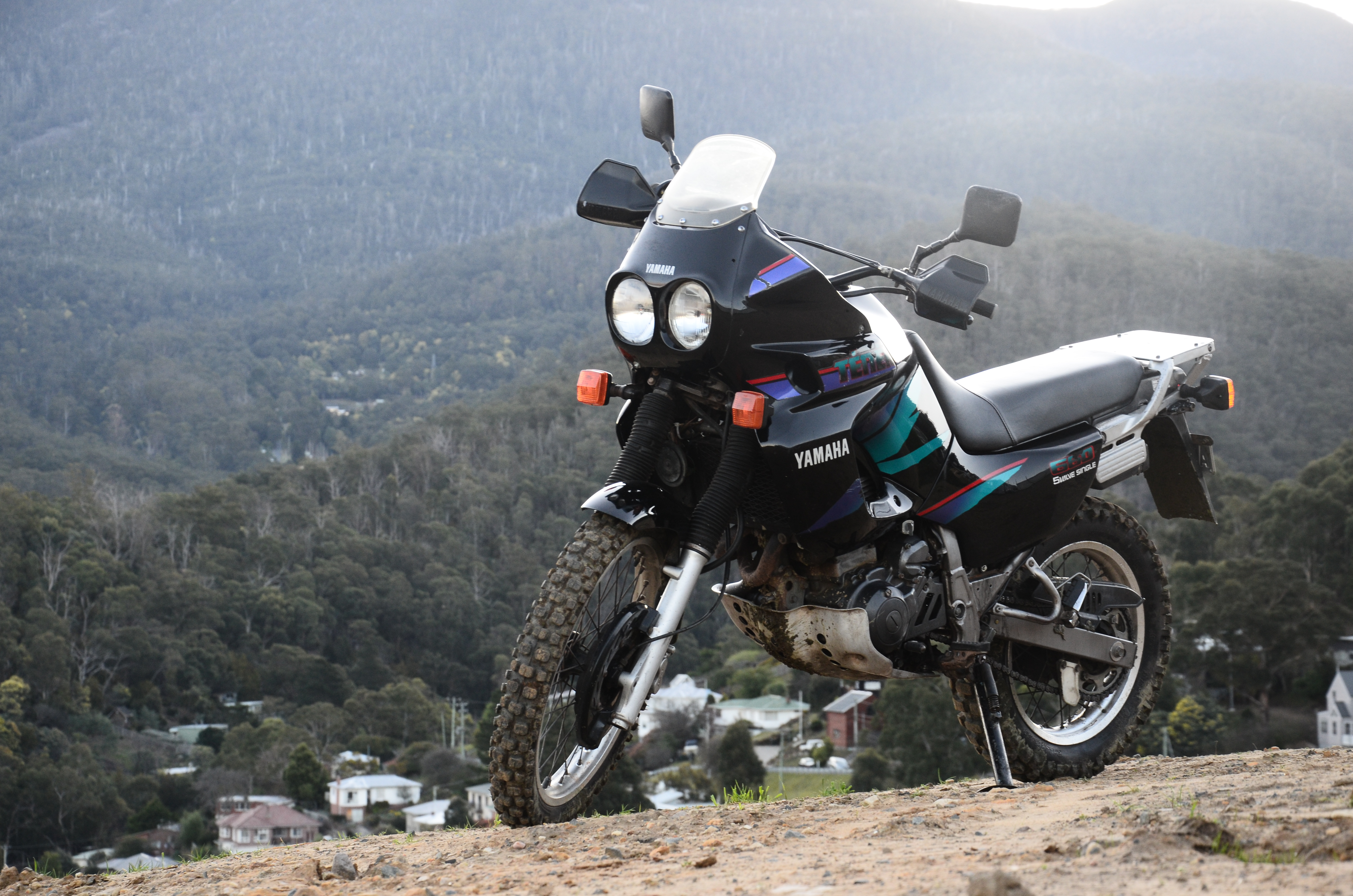
XTZ 660

A spingere la moto c'è un motore monocilindrico frontemarcia dalla cilindrata totale di 659 cm³ a quattro tempi raffreddato a liquido, avente contralbero di equilibratura con un particolare sistema di distribuzione monoalbero a 5 valvole (di cui tre valvole di aspirazione e due di scarico). Il motore viene lubrificato tramite carter secco. Il telaio è stato ridisegnato, con il serbatoio dell'olio integrato all'interno telaio come sulla vecchia Yamaha XT 500.
Il motore e la trasmissione sono ancorati ad un telaio tubolare a doppia culla. Il motore è diventato un elemento portante nella costruzione del telaio. All'avantreno trova posto una forcella telescopica, mentre al retrotreno un forcellone. Il sistema frenante si compone di un singolo disco all'anteriore e al posteriore. 
Il volume del serbatoio è di 20 litri, l'escursione delle sospensioni pari a 220 mm all'anteriore e 200 mm al posteriore, con un peso di circa 195 kg.
Il motore è stato utilizzato anche nella Yamaha SZR 660 e in vari modelli della casa motociclistica tedesca MZ, come la MZ Baghira e la MZ Skorpion.

## Storia ed evoluzione
Introdotta nel 1991, rispetto alla XT 600 la cilindrata aumentò fino a 660 e venne dotata di un'innovativa testata a 5 valvole unica nel suo genere; l'estetica venne ridisegnata, spingendosi più per un utilizzo e impiego su strada asfaltata, mentre il serbatoio venne ridotto. Il motore monocilindrico a 5 valvole raffreddato ad acqua erogava circa 35 kW (48 CV).
La versione dal 1991 al 1993 aveva un fanale singolo anteriore rettangolare, mentre i modelli dal 1994 in poi avevano due fari circolari e una diversa carrozzeria, parti della carenatura e del cruscotto riprese dalla Yamaha XTZ 750 Super Ténéré.